# Asmat Begam
Asmat Begum, fallecida en 1621, fue la esposa de Mirza Ghias Beg, el primer ministro del emperador mogol Jahangir y madre de la emperatriz mogol Nur Jahan, el mayor poder después del emperador. Asmat Begam fue también la abuela paterna de la emperatriz Mumtaz Mahal, para quien se construyó el Taj Mahal.

## Familia
Asmat Begum era la hija de Mirza Ala-ud-Daula Aqa Mulla y miembro del ilustre clan Aqa Mulla. Era una mujer sabia, bien educada, realizada y altamente culta. Tenía un hermano, Ibrahim Khan, que desempeñó el cargo de gobernador de Bengala durante el reinado del emperador Jahangir.

## Matrimonio
Asmat Begam estaba casado con el noble persa, Mirza Ghiyas Beg, el hijo más joven de Khvajeh Mohammad-Sharif, un noble persa de Teherán y el gobernador de Khorasan. La pareja tuvo cuatro hijos: Mohammad Sharif, Asaf Khan, Sahlia y Mehr-un-Nissa, que fue más tarde la emperatriz Nur Jahan.
Por razones desconocidas, Ghias Beg y su familia sufrieron un cambio de fortuna en 1576 y pronto se encontraron con circunstancias intolerables en su tierra natal de Persia. Atraída por el clima favorable de la corte del emperador Akbar, al que se le considera el mayor de los emperadores mogoles, en Agra, la familia decidió emigrar a la India. Ghias Beg se convirtió en un ministro de confianza tanto para Akbar como para su hijo Jahangir y recibió el título de 'I'timad-ud-Daulah' —Pilar del Estado— por sus servicios.

Sin embargo, mientras servía como el diwan a un amir-ul-umara en 1607, Ghias Beg fue acusado de malversar 50 000 rupias, lo que condujo a una disminución en su rango y estatus en la corte. En 1611, la segunda hija de Asmat Begam, Mehr-un-Nissa, llamó la atención del emperador reinante Jahangir en el palacio Meena Bazaar. El emperador le propuso matrimonio inmediatamente y se casaron en el mismo año. Este matrimonio la llevó  otra vez a un aumento dramático en las fortunas de Asmat Begam y la familia de Ghias Beg. Ghias Beg recibió un aumento sustancial en mansab y lo hicieron visir de todo el dominio en 1611. Del mismo modo, a sus hijos Asaf Khan e Itiqad Khan también les dieron altos cargos y mansab en el imperio.

## Papel político en la corte de Mughal
Mehr-un-Nissa (titulado 'Nur Jahan' después de su matrimonio) se convirtió en la esposa más querida e influyente de Jahangir y pronto se convirtió en el verdadero poder detrás del trono después de su matrimonio. Nur Jahan formó una facción conocida como la junta que comprendía a los miembros de su familia y su hijastro, el príncipe Khurram (el futuro emperador Shah Jahan). Esta facción, liderada por Nur Jahan, tomó el control del gobierno ya que Jahangir se volvió cada vez más adicto al opio y al alcohol.
Asmat Begam, que fue un abogado sabio y paciente por derecho propio, sin duda debe haber sido el núcleo nutritivo de la Junta en su apogeo. También se sabe que tomó un rol políticamente activo en los asuntos de la corte y sirvió como figura materna para Jahangir y consejera de Nur Jahan. Sin embargo, Asmat Begam es más conocido por haber inventado el famoso perfume de rosas llamado Jahangiri-itr, que fue descrito por Jahangir como el descubrimiento de su reinado.

## Muerte

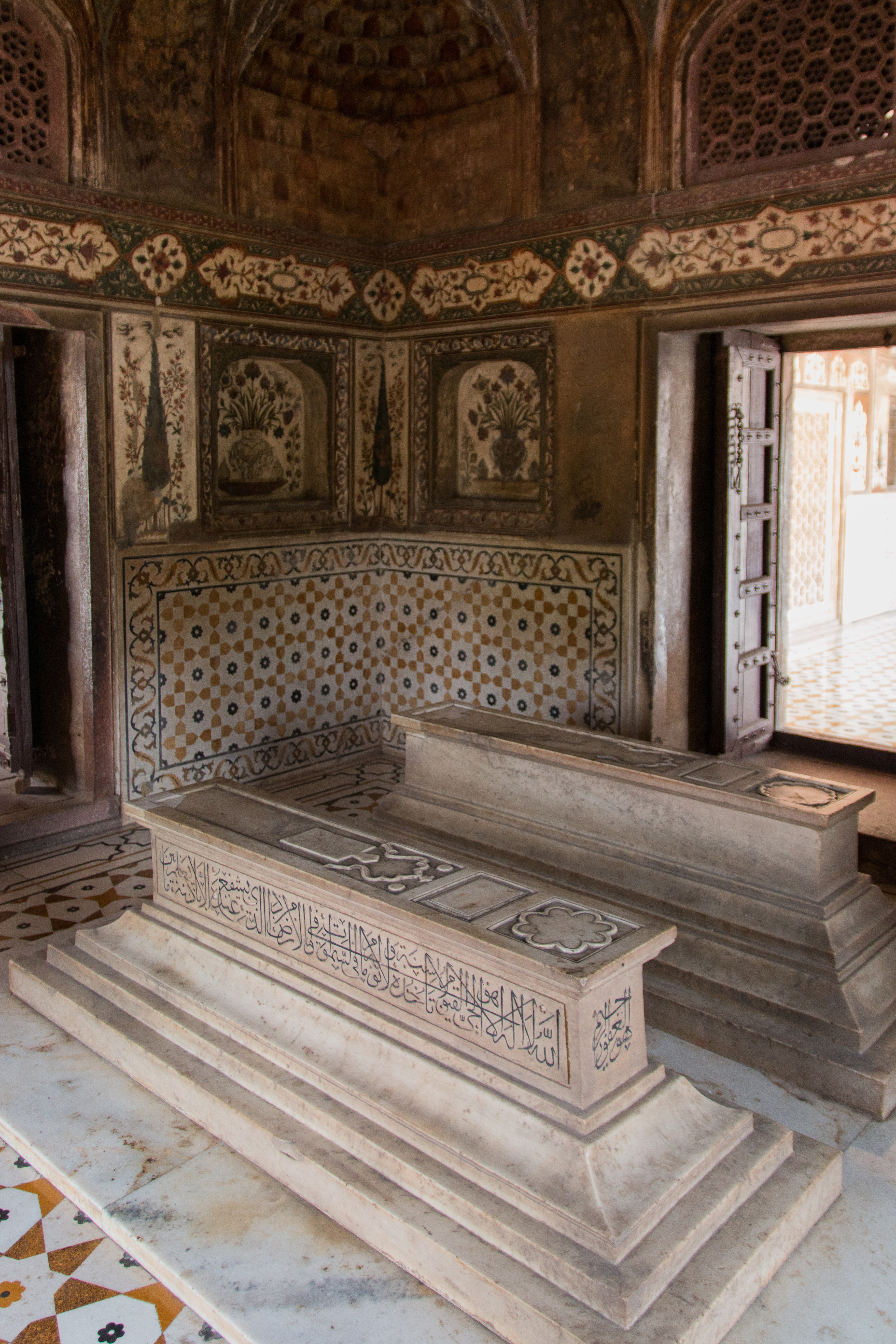
Cenotafio de Asmat Begum, junto con el de su esposo Mirza Ghias Beg.

Asmat Begam murió en octubre de 1621 en Agra. Tras su muerte, su yerno Jahangir, que la quería mucho, escribió: «Sin exageración, en la pureza de la disposición y en la sabiduría y las excelencias que son el ornamento de las mujeres, ninguna Madre de la Era fue alguna vez nacido igual a ella, y no la valoré menos que a mi propia madre».
La muerte de Asmat Begam fue un gran golpe para su familia. Conmocionada por la muerte de su esposa, Ghias Beg también murió unos meses después, en enero de 1622. Asmat Begam fue enterrada en el mausoleo de su marido, la Tumba de I'timād-ud-Daulah en Agra, que fue encargada por su hija Nur Jahan, para sus dos padres. Nur Jahan, que era extremadamente devoto de sus padres, gastó grandes sumas en su construcción.

## En la cultura popular
- Asmat Begam es un personaje de la novela de Usha John The Unknown Lover and Other Short Stories (1961).
- Asmat Begam es un personaje principal en la galardonada novela histórica de Indu Sundaresan The Twentieth Wife (2002) y en su secuela The Feast of Roses (2003).
- Asmat Begam es un personaje fundamental en la novela histórica de Tanushree Podder Nur Jahan's Daughter (2005).
- Suparna Marwah interpretó a Asmat Begam en el drama histórico aclamado por la crítica del canal EPIC, Siyaasat (basado en The Twentieth Wife).